# В-14 (велосипед)

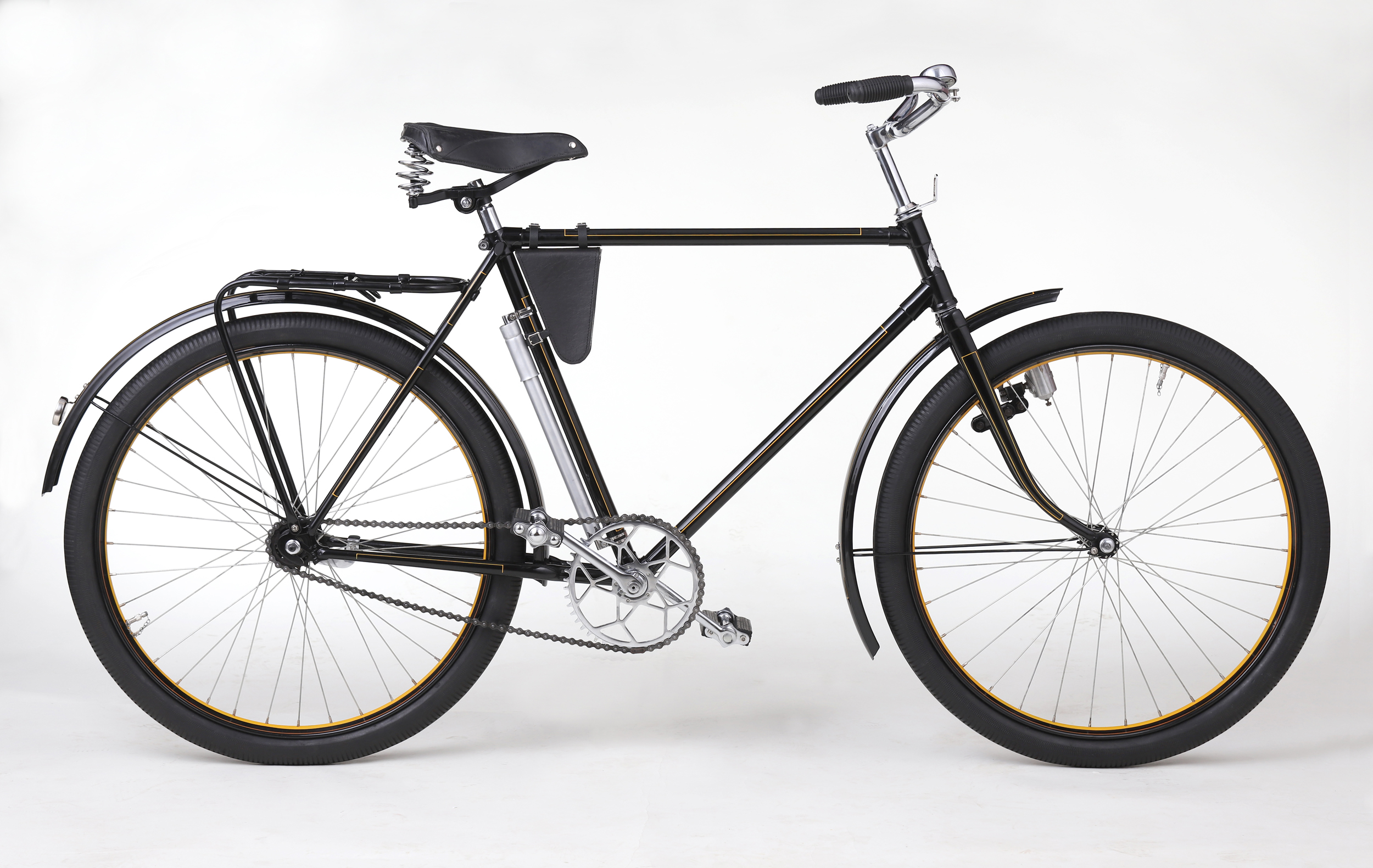
Мужской дорожный велосипед В-14 производства Харьковского велозавода, модель 1945 г.

В-14 — мужской дорожный велосипед производства Харьковского велозавода, выпускался в 1945—1950 годах. Известен как первый велосипед, который производился ХВЗ в послевоенное время.

## Общие сведения
После Второй мировой войны в Харькове была возобновлена работа велосипедного завода (Харьковский велозавод). Производственная база предприятия была пополнена оборудованием и станками велосипедных заводов, вывезенных из Германии как военные репарации. Первой массовой продукцией нового предприятия во второй половине 1940-х годов стали мужские дорожные велосипеды В-14 и В-17, созданные в значительной степени по немецким образцам.
В 1946 году на вновь созданном Львовском велозаводе также началось производство модели В-14. Велосипеды собирались из комплектов деталей, которые поставляли с ХВЗ.
Особенностью велосипеда был размер колес 26" с высокопрофильными покрышками 26×2" и глубоким протектором. Такая конфигурация позиционировала велосипед как для сельской местности и дорог с мягким покрытием.
Заднее колесо оснащалось тормозной втулкой «Тorpedo» немецкого производства (Fichtel & Sachs), которые поставлялись из Германии как военные репарации.
В 1950 году производство велосипеда В-14 было прекращено.

## Конструкция велосипеда

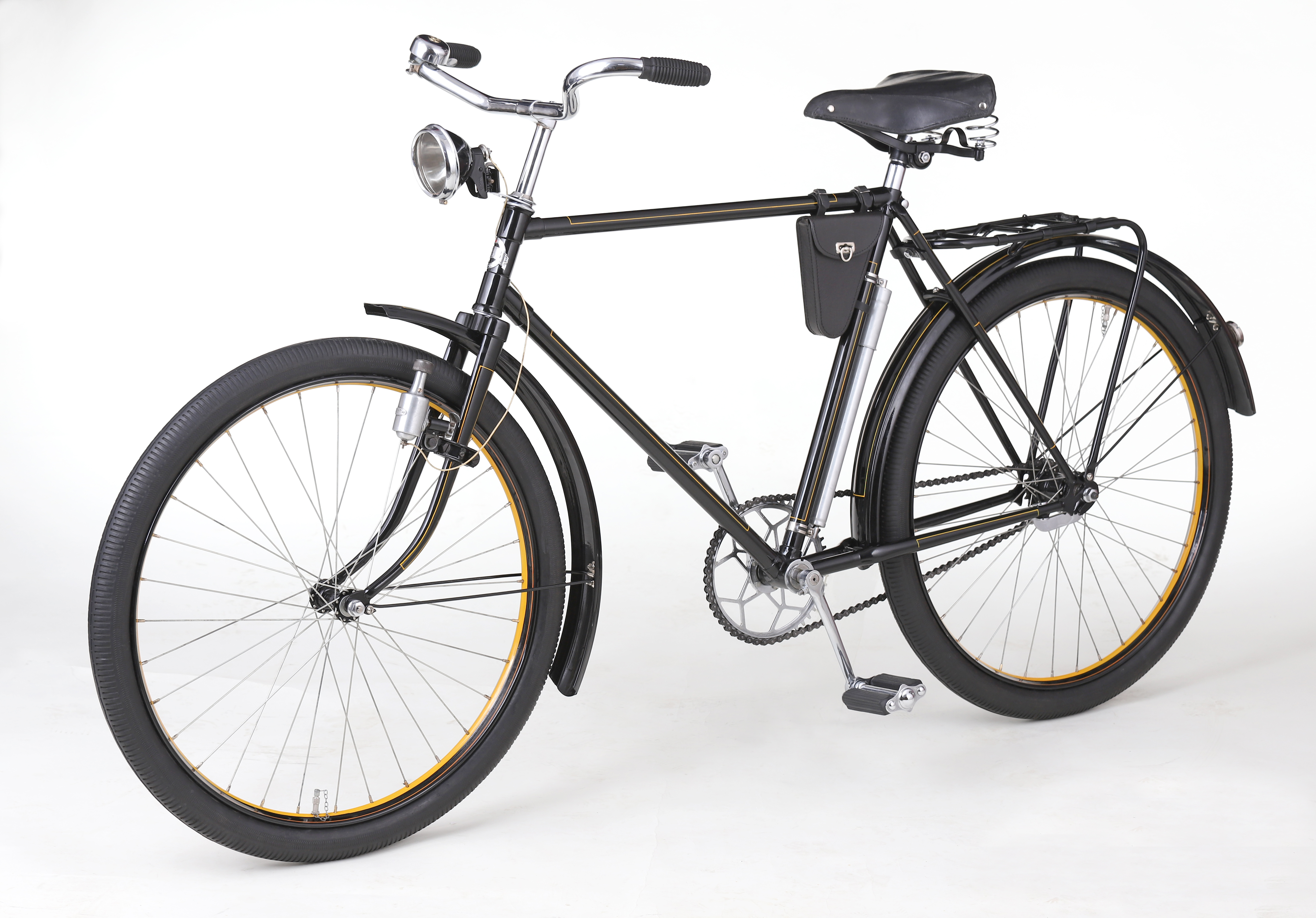
Велосипед В-14 в полной комплектации, модель 1946 года

Рама велосипеда закрытого типа, паяная из стальных труб. Вилка жесткая, обычной конструкции. Каретка педалей типа BSA, рычаги педалей крепились стопорным клином. Педали сборные, штампованные из стали, хромированные с резиновыми вставками, резьба крепления оси дюймовая. Руль фиксированный, регулировался только по высоте.
Обода колес стальные (с профилем «чайка») крашеные, размер шин 26×2". Заднее колесо оснащалось немецкой тормозной втулкой «Torpedo». Седло с двумя задними вертикальными и десятью горизонтальными пружинами. Верх седла был кроеным, сшитым из мягкой кожи с толстой войлочной подкладкой.
Велосипеды красились в чёрный цвет. Рама, крылья и колеса украшались линовками, на более поздних моделях — красочными декоративными графическими элементами. На заднем крыле устанавливался катафот со стеклом рубинового цвета. На узле крепления заднего колеса штамповался серийный номер и год производства велосипедов.
Велосипеды В-14 поставлялись в продажу в стандартной комплектации, в которую входили нарамная сумочка с инструментами, велоаптечка, инструменты и звонок. Дополнительно можно было приобрести багажник, счетчик пробега, фару и генератор.

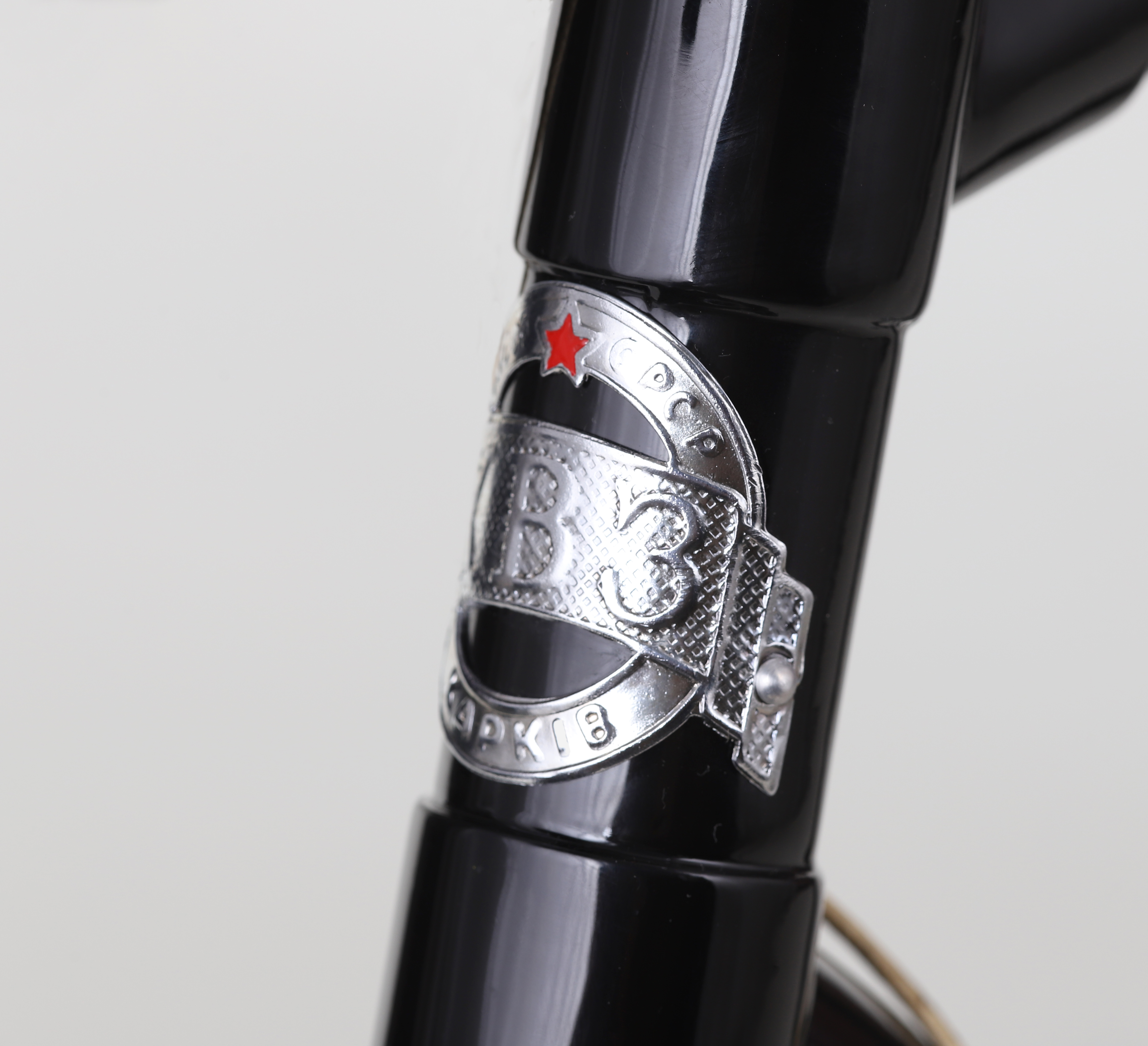
На велосипедах производства 1946 устанавливалась эмблема с надписью на украинском языке «Харків»

Технические характеристики мужского дорожного велосипеда В-14:
- Высота рамы — 540 мм
- База — 1130 мм
- Высота каретки — 285 мм
- Угол наклона трубы руля — 68
- Угол наклона трубы седла — 68
- Размер шин — 26 × 2"
- Передняя звезда (число зубцов) — 48
- Задняя звезда (число зубцов) — 18 или 19
- Количество передач — 1
- Цепь роликовая — 12,7 × 3,4 мм, 110 звеньев
- Вес велосипеда без принадлежностей — 16,5 кг